# Fasthosts
Die Fasthosts Internet Ltd (kurz Fasthosts genannt) ist ein britischer Internetdienstanbieter (ISP) mit Sitz in Gloucester. Er wurde 1999 gegründet und ist der größte Wiederverkäufer von Webhosting-Produkten in Großbritannien. Seit dem Jahr 2006 gehört das Unternehmen zum United-Internet-Konzern.

## Geschichte
Fasthosts wurde Ende der 1990er Jahre von Andrew Michael gestartet, zunächst als ein Entwicklungsprojekt im Rahmen seines Schulabschlusses. Aufgrund der boomenden New Economy wurde im Oktober 1998 die Fasthosts Internet Ltd gegründet, die den weiteren Betrieb der Webhosting-Plattform übernehmen sollte.
Im Jahr 2000 stellte Fasthosts unter der Bezeichnung UKreg eine Plattform vor, die sich ausschließlich auf die Vergabe von Domains und Bereitstellung von E-Mail-Postfächern konzentriert. Die Marke wird bis heute fortgeführt.
Anfang Mai 2006 gab die deutsche United Internet AG bekannt, sich mit den Eigentümern von Fasthosts auf eine Übernahme geeinigt zu haben. Das Unternehmen sollte dazu dienen, im Verbund mit der britischen Niederlassung des Webhosters 1&1 die Präsenz im Markt zu stärken. Als Kaufpreis wurden 61,5 Millionen Pfund vereinbart, die in bar gezahlt wurden.
Im Jahr 2008 kaufte Fasthosts den US-Reseller Streamline. Im darauf folgenden Jahr wurde ein eigener Standort in Chesterbrook (Vereinigte Staaten) eröffnet, um dort ansässige Kunden besser zu betreuen. Dort hat die Tochtergesellschaft Fasthosts Internet, Inc. ihren Sitz.
Um im aufstrebenden Markt für Cloud Hosting mithalten zu können, gründete Fasthosts im März 2010 unter der Bezeichnung Rise eine speziell dafür vorgesehene Plattform. Dies war eines der ersten Angebote, das ausschließlich auf Technologien von Microsoft basierte und nicht durch den Konzern selbst betrieben wurde. Rise wurde im Oktober 2014 an die britische Firma Outsourcery verkauft.

## Produkte
Die Angebote des Unternehmens richten sich nicht ausschließlich an gewerbliche Abnehmer, wie das zum Beispiel bei der deutschen Schwestergesellschaft InterNetX der Fall ist, jedoch spielt das Geschäft mit Endkunden nach eigenen Angaben kaum eine Rolle. Fasthosts gehört mit etwa 5.500 aktiven Wiederverkäufern zu den größten Wiederverkäufern von Hosting-Tarifen in Großbritannien. Zusammen mit 1&1 UK erreicht Fasthosts einen dominierenden Marktanteil von 21 Prozent in Großbritannien.
Fasthosts deckt unter der eigenen Marke die gesamte Palette an Dienstleistungen im Bereich Webhosting ab. Neben Shared-Hosting-Paketen, bei denen sich mehrere Kunden einen Server teilen, werden auch virtuelle und dedizierte Server sowie Managed-Exchange-Tarife angeboten. Außerdem ist das Unternehmen als Anbieter von Breitband-Internetanschlüssen aktiv, die technisch gesehen über das Backbone von British Telecom (BT) realisiert werden.
Als einer der wenigen Anbieter setzt Fasthosts nicht auf das freie Betriebssystem Linux, sondern auf Windows Server. Das Unternehmen ist einer der größten Hosting-Partner von Microsoft und wurde im Februar 2004 durch Netcraft als der weltweit größte Betreiber aktiver Server mit Windows Server 2003 ermittelt.

## Kritik
Vor der Akquisition durch United Internet stand das Unternehmen mehrfach in der Kritik, weil es zu verschwenderisch mit den eigenen Mitteln umgehe. Besonders heftig kritisiert wurde die Weihnachtsfeier im Jahr 2005, die nach offiziellen Angaben 600.000 Pfund gekostet hat. Unter anderem sind auf der Veranstaltung die Künstler Jonathan Ross, The Darkness und Boney M. aufgetreten.
Im Jahr 2007 stand Fasthosts in der Kritik, da das Unternehmen zahlreiche Websites seiner Kunden abschalten musste. Grund dafür war ein Hackerangriff, durch den sich unbefugte Personen Zugriff auf das Verwaltungssystem der Shared-Hosting-Pakete verschaffen konnten. Da die Passwörter der Kunden für Dienste wie E-Mail und FTP im Klartext gespeichert wurden, musste Fasthosts für mehrere tausend Kunden automatisch ein neues Passwort generieren und ihnen dieses zustellen. Da sehr viele Websites bei Fasthosts betrieben werden, hatte die Abschaltung zahlreicher Angebote einen Ausfall großer Teile des britischen World Wide Web zur Folge.